# Notoliparis kermadecensis
O Notoliparis kermadecensis é uma espécie de peixe que habita regiões profundas do oceano, fotografados a 7.560 metros de profundidade.